# Olympische Sommerspiele 2004/Teilnehmer (Tadschikistan)
| Gelbes Symbol für Goldmedaillen mit stilisierten Olympischen Ringen | Graues Symbol für Silbermedaillen mit stilisierten Olympischen Ringen | Braundes Symbol für Bronzemedaillen mit stilisierten Olympischen Ringen |
| ------------------------------------------------------------------- | --------------------------------------------------------------------- | ----------------------------------------------------------------------- |
| —                                                                   | —                                                                     | —                                                                       |

Tadschikistan nahm an den Olympischen Sommerspielen 2004 in Athen, Griechenland, mit einer Delegation von neun Sportlern (fünf Männer und vier Frauen) teil.

## Teilnehmer nach Sportarten

### Bogenschießen
- Nargis Nabijewa
Einzel Frauen: 55. Platz

### Boxen
- Scheralij Dostijew
Halbfliegengewicht (bis 48 kg) Männer: Qualifikation

### Leichtathletik
- Dilschod Nasarow
Hammerwurf Männer: ohne gültige Weite
- Gulsara Dodobojewa
Marathon Männer: 53. Platz

### Schießen
- Sergey Babikov
Luftpistole 10 m Männer: 10. Platz

### Ringen
- Jussuf Abdussalomow
Klasse bis 74 kg (Weltergewicht) Männer: 9. Platz
- Shamil Aliev
Klasse bis 84 kg (Mittelgewicht) Männer: 8. Platz
- Lidiya Karamchakova
Klasse bis 48 kg (Fliegengewicht) Frauen: 7. Platz
- Natalja Iwanowa
Klasse bis 63 kg (Mittelgewicht) Frauen: 11. Platz